# 4435-ös mellékút (Magyarország)
A 4435-ös számú mellékút egy bő 8 kilométer hosszú, négy számjegyű országos közút Békés vármegyében; Kétegyháza központjától vezet a szomszédos Elek belvárosáig, illetve hivatalosan az országhatárig, de ott határátkelőhelye nem épült ki.

## Nyomvonala
Kétegyháza központjának északi részén ágazik ki a Gyula-Makó közti 4434-es útból, annak 12,400-as kilométerszelvénye közelében. Délkeleti irányba indul, Gyulai út néven, majd a negyedik kereszteződésénél egy állami közútnak minősülő út ágazik ki belőle délnyugati irányban: a Dózsa utca ugyanis a MÁV Szolnok–Békéscsaba–Lőkösháza-vasútvonalának Kétegyháza vasútállomására vezet, ezért a 44 341-es útszámozást viseli. A folytatásban az útnak két kisebb iránytörése következik, és a másodikat is elhagyva, 1,3 kilométer után kilép a kétegyházi belterületek közül.
Kevéssel a harmadik kilométere után éri el Elek közigazgatási határát, onnantól kicsit keletebbi irányba folytatódik. Így éri el a kisváros keleti szélét is, 4,4 kilométer után, ahol a Kétegyházi út nevet veszi fel. Majdnem pontosan a hatodik kilométerénél érkezik meg a központba, ahol találkozik a Gyula-Mezőhegyes közti 4444-es úttal, annak 11,250-es kilométerszelvénye táján. Innét ez utóbbi úttal közös nyomvonalon folytatódik déli irányban, majdnem pontosan 600 méter után, ahol szétválnak: a 4435-ös újra kelet-délkeleti irányt vesz és az Ottlakai út nevet veszi fel. 7,4 kilométer után hagyja el a város házait, onnan külterületek közt halad az országhatárig. A határ romániai oldalán az út Ottlaka (Grăniceri) település központjáig folytatódik, már román útszámozással.
Teljes hossza, az országos közutak térképes nyilvántartását szolgáló kira.gov.hu adatbázisa szerint 8,104 kilométer.

## Települések az út mentén
- Kétegyháza
- Elek

## Története
Valamikor 2015 tavasza előtt a magyar kormányzat felújíttatta az Elek belterülete és az országhatár közti szakaszát. Hasonló időszakban több más ilyen útfejlesztés is zajlott a magyar-román határ térségében, amelyekről abban az időben több hazai hírszolgáltató összefoglalóan úgy számolt be, mint értelmetlen közpénzherdálásról, „semmibe vezető utak” felújításáról. E negatív minősítéseket arra alapozhatták, hogy Románia abban az időben még nem volt teljes jogú schengeni tagállam, ami miatt a felújított szakaszok átadásának idején, kiépített határátkelőhely hiányában a határt átlépő forgalom még nem bonyolódhatott rajtuk.